# Türkische Staatsbürgerschaft

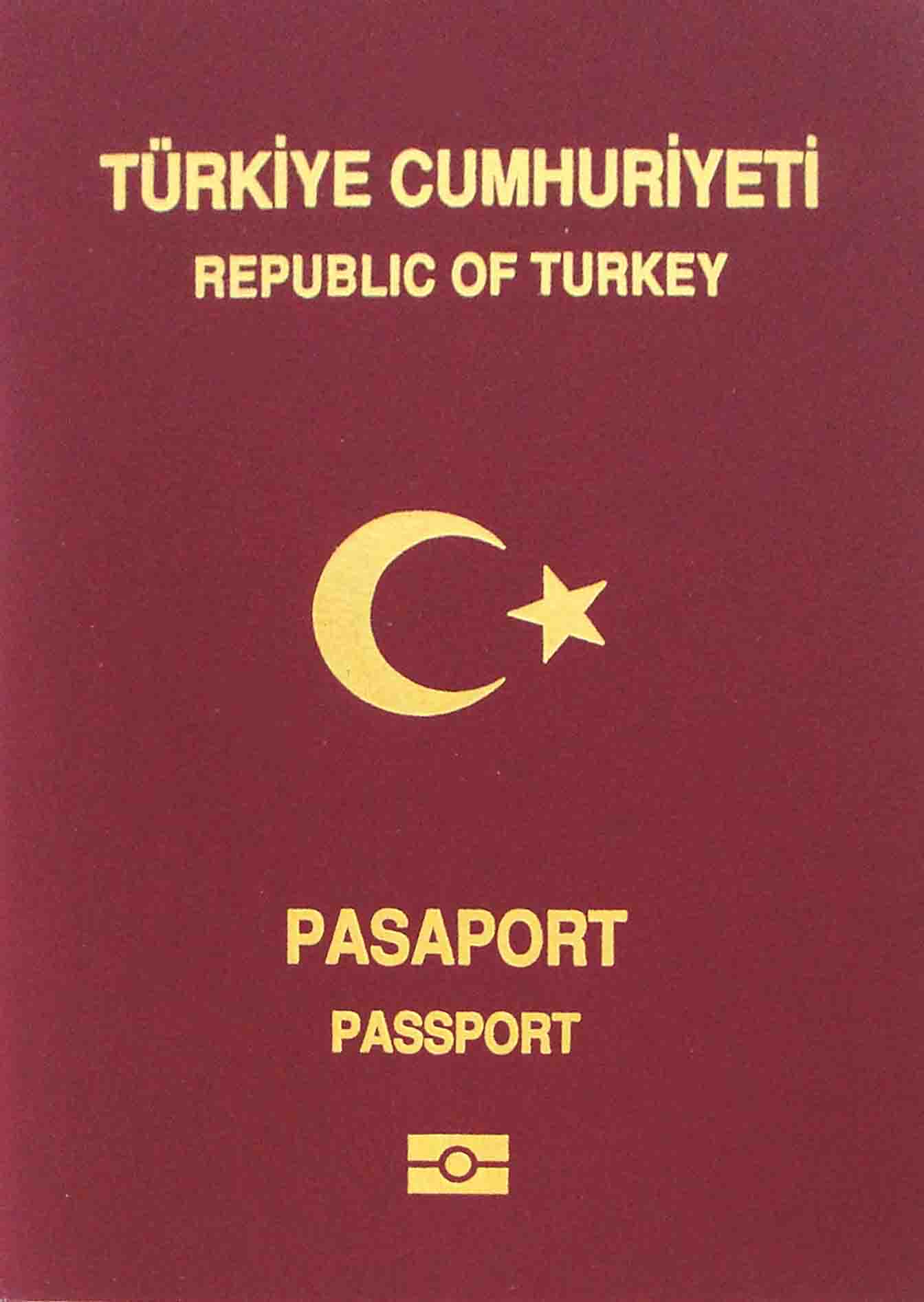
Im türkischen Pass ist eingetragen, ob der Passinhaber die türkische Staatsbürgerschaft besitzt.

Die Staatsbürgerschaft der Türkei ist das rechtliche Band einer natürlichen Person zur Türkei. Die Prinzipien für Erwerb und Verlust der türkischen Staatsbürgerschaft wurden im Staatsangehörigkeitsgesetz (türkisch Türk Vatandaşlığı Kanunu; türk. StAG) vom 2. November 1964 geregelt, das 2009 durch ein neues ersetzt wurde. Das türkische Staatsangehörigkeitsrecht folgt dem ius sanguinis (Abstammungsprinzip), demzufolge die Staatsbürgerschaft vom Vater oder von der Mutter vererbt wird.

## Historisch
Im osmanischen Reich war die Staatsangehörigkeit (tâbiiyet) an den Islam gebunden. Wer kein Moslem war, konnte kein Staatsangehöriger sein. Es ergibt sich aus dem islamischen Familienrecht, dass der Mann oder älteste männliche Verwandte über Frauen und Kinder bestimmte. Für den Zivilstand im Inland war die Zugehörigkeit des Einzelnen zu einer, normalerweise ethnisch und/oder religiös definierten Gemeinschaft wichtig. Für Christen gab es Sondergesetze, die Kapitulationen brachte viele als „Schutzbefohlene“ (beratlılar) mit verschiedenen Mächten in Verbindung. So kümmerte sich Russland um orthodoxe Griechen, Frankreich nahm alle katholischen Priester und Ordensangehörigen unter seinen Schutz. Osmanen, die außer Landes eine andere Staatsbürgerschaft annahmen verloren ihre heimatliche. Die Privilegien wurden 1863 eingeschränkt.
Gegen Ende des langen Kaukasuskriegs, Anfang der 1860er, bot Russland den unterlegenen muslimischen Stämmen teilweise an in die Region Kasan oder ins osmanische Reich umzusiedeln, was z. B. die Ubychen, eine Gruppe der Tscherkessen tat. Sie wurden im folgenden Jahrhundert vollkommen in der Türkei assimiliert.
Eine der Folgen des Russisch-osmanischen Kriegs 1877/78 war die Abtretung der Region Kars. Auch hier wurde muslimischen Einwohnern die Möglichkeit der Abwanderung zugestanden.

### Staatsangehörigkeitsgesetz 1869
Ein erstes modernes Staatsangehörigkeitsgesetz (tâbiiyet-i osmaniye kanunnamesi) war das vom 18. Januar 1869, das auf dem Verordnungswege am 18. April auch für den ägyptischen Reichsteil in Kraft trat. Es hatte neun Paragraphen. Die Gültigkeit wurde 1879 rückwirkend zum 1. Jan. 1877 auf Ostrumelien ausgeweitet. Dabei wurde zugleich eine spezielle Provinzzugehörigkeit, „Indignat“ genannt, geschaffen.
In Umsetzung des ius soli-Prinzips galt zunächst jeder bei Inkrafttreten im Reichsgebiet Wohnende als Osmane, bis er seine Ausländereigenschaft nachgewiesen hatte.

Für Staatsangehörigkeitsfragen wurde am 17. Juli 1869 eine im Außenministerium angesiedelte fünfköpfige Kommission geschaffen.
Osmanischer Untertan ab Geburt war jeder, dessen Eltern oder dessen Vater Osmanen waren. Im Lande geborene Kinder von Ausländern durften nach Erreichen ihrer Volljährigkeit innerhalb drei Jahren optieren.
Einbürgerung war nach fünf Jahren Aufenthalt durch Antrag an den Außenminister möglich. Beschleunigte Verdiensteinbürgerung genehmigte ggf. die Regierung. Für die damalige Zeit ungewöhnlich war, dass sich Einbürgerung oder Verlust nicht auf minderjährige Kinder mit erstreckten.
Verzicht bzw. freiwilliger Erwerb einer fremden Staatsangehörigkeit war Osmanen nur nach vorheriger Genehmigung erlaubt. Diese wurde durch eine Irade-Urkunde nachgewiesen. Wer dem zuwiderhandelte oder ohne Erlaubnis in ein fremdes Heer eintrat, dem wurde als Folge einer Aberkennung zugleich Einreise bzw. Aufenthalt in seiner Heimat untersagt. Ausgeschiedene hatten seit 1867 nicht mehr das Recht Grundeigentum im Lande zu haben.
Wiedererwerb war für Witwen, die vor ihrer Hochzeit Osmaninnen gewesen waren, innerhalb von drei Jahren nach Tod des ausländischen Ehemanns möglich.
Ausführende Erläuterungen (izahname) erließ man am 4 Zilhicce 1265/26. März 1869. Klargestellt wurde, dass das Gesetz nicht retrospektiv war, die Entlassungsgenehmigungen ausschließlich von der Zentralregierung erteilt wurden und darauf zu achten ist, dass der Antragsteller sich nicht zivil- oder strafrechtlicher Verantwortung entzieht.
Von Bedeutung in Staatsangehörigkeitsfragen waren auch die strengen Vorschriften über Ausreise allgemein, Grundeigentum durch Ausländer und die Einschränkungen bei der Vererbung von Grundeigentum einer mit Ausländern verheirateten Osmanin an ihre Männer oder Kinder.

#### Verfassung 1876
Die Verfassung bestimmte in Art. 6, dass „alle Untertanen des Reichs Osmanen genannt werden“ und ihre Staatsangehörigkeit durch Gesetz geregelt wird.

#### 1914 bis 1929
Ausbürgerungen per Gesetz
Der Vertrag über den Bevölkerungsaustausch zwischen Griechenland und der Türkei („Lausanne-Konvention“), geschlossen am 30. Jan. 1923, bestimmte in Art. 7, dass „Auswanderer“ ihre jeweilige Staatsbürgerschaft verloren.
Gesetz 1024 vom 23. Mai 1927 gab dem Ministerrat das Recht all diejenigen Türken auszubürgern, die nicht am Atatürk'schen Freiheitskampf teilgenommen hatten, sofern sie im Ausland lebten und nicht bis zum 24. Juli 1923 heimgekehrt waren.
Man kann den Völkermord an den Armeniern, einer christlichen Minderheit in Anatolien, durchaus als extreme Form der „Ausbürgerung“ sehen.
Abgetretene Gebiete und vorläufige Weitergeltung
Am Balkan
- Das autonome Fürstentum Bulgarien erließ 26. Apr. 1883 ein eigenes Gesetz, das, „rückwirkend ab Kriegserklärung“ 1876, alle ehemals osmanischen Untertanen zu Bulgaren machte.
- Das osmanische Staatsbürgerschaftsrecht blieb in Albanien bis zur Neuregelung am 1. Apr. 1929 durch §4-21 des neuen Zivilgesetzbuches in Gebrauch.[14]

Afrika
Für die als Folge des italienisch-türkischen Kriegs 1912 gewonnenen Provinzen Tripolitanien, Fessan und Cyrenaica schuf man für ehemals osmanische, muslimische Untertanen eine speziell italienisch-libysche Staatsangehörigkeit mit beschränkten Rechten.
Weltkriegsfolgen
Die Friedensverträge von Sèvres 1920 und Lausanne vom August 1923 regelten Gebietsabtretungen. In solchen Gebieten ansässigen Türken wurde in der Regel eine Optionsmöglichkeit zum Verbleib gegeben. Neue Staatsangehörigkeiten entstanden z. B.:
- im für die Teilgebiete des französischen Völkerbundmandats für Syrien und Libanon.[15] Daraus entstand die moderne syrische Staatsbürgerschaft.
- Aus den Provinzen Vilâyet Bagdad, Vilâyet Mossul und Vilâyet Basra schuf die britische Besatzungsmacht 1920 den Irak. Aus dem Mandatsgebiet wurde 1921 nach kurzem, blutigem Aufstand das Königreich Irak. Durch die Anglo-irakische Verträge weiter britisch dominiert.[16] Ein erstes “Iraq Nationality Law” verkündete man am 9. Okt. 1924. Es wurde am 25. Feb. 1925 erstmals geändert.
- Völkerbundsmandat für Palästina erging erst zum 1. Aug. 1925 die Palestinian Citizenship Order.[17][16]
- Für das Mandat Transjordanien erließ man 1928 ein neues Staatsangehörigkeitsgesetz.[18]
- Das 1922 von Britannias Gnaden unabhängig gewordene Königreich Ägypten hob die osmanischen Bestimmungen durch das Gesetz vom 26. Mai 1926 auf. Diese wurde bereits Dekret Nr. 19, 27. Feb. 1929 neu gefasst.
- Unter der Herrschaft von Abd al-Aziz ibn Saud wurde, in seiner Eigenschaft als König des Hedschas am 24. Sept. 1926 ein Staatsbürgerschaftsgesetz verkündet. Es bestimmte, dass alle nach Ende des Weltkriegs hier Wohnenden als Untertanen zu betrachten sind.[19]
- Die Verleihung italienischer Staatsbürgerschaft an die Optanten[20] auf den italienischen Ägäis-Inseln regelten die italienischen Gesetze Nr. 1854 vom 15. Okt. 1925 und Nr. 1378 vom 13. März 1927.

### Staatsangehörigkeitsgesetz 1928
Die neue türkische Verfassung von 1924 hatte in Art. 88 bestimmt, dass alle in der Türkei Lebenden, ohne Ansehen von Rasse oder Religion, „Türken“ sind. Dies galt auch für im Ausland geborene Kinder mit türkischem Vater, Optanten oder Eingebürgerte.
Ein neues Staatsangehörigkeitsgesetz vom 28. Mai 1928 trat zum 1. Jan. 1929 in Kraft. Die Zuständigkeit lag nun beim Innenministerium, gewisse Erlaubnisse mussten vom Ministerrat erteilt werden.
Die vorherige Definition zum Erwerb bei Geburt wurde auf Findelkinder, uneheliche Kinder türkischer Mütter oder in der Türkei geborene Kinder Staatenloser erweitert. Auch wurden alle ab Inkrafttreten auf türkischem Boden geborene Kinder automatisch Türken. Sie erhielten nach Erreichen ihrer Volljährigkeit sechs Monate Zeit für die fremde Staatsangehörigkeit eines Elternteils zu optieren.
Bei Heiraten galt, dass eine Türkin die einen Ausländer ehelichte Türkin blieb. Heiratete eine Ausländerin einen Türken, wurde sie automatisch Türkin, nicht jedoch eventuell ihre vor Eheschließung geborenen Kinder wenn deren Vater noch am Leben war. Witwen blieb weiterhin nach dem Tod des Mannes eine dreijährige Optionsfrist.
Verlust
Der Verzicht blieb weiterhin genehmigungspflichtig. Wer diese Genehmigung erhielt, hatte ein Jahr Zeit seinen Landbesitz zu verkaufen und das Land dauerhaft zu verlassen. Sollten diese Personen ihre Heimat besuchen wollen, durften ihnen nur Visa zur einmaligen Einreise erteilt werden. Ausgebürgert werden konnte weiterhin durch Ministerratsbeschluss, wer ohne Erlaubnis eine Beamtenstelle im Ausland antrat oder wer einem Gestellungsbefehl im Mobilisationsfall nicht nachkam oder desertierte usw. Ähnliches galt für Eingebürgerte, die nicht dienten oder gegen die Interessen der Türkei handelten. Ausgebürgerten war der Aufenthalt im Lande verboten, ihr Besitz verfiel der Staatskasse.

## Rechtsgrundlagen und Staatsangehörigkeitsgesetz 2009
Rechtsgrundlagen sind die türkische Verfassung und das türkische Staatsangehörigkeitsgesetz.
Artikel 66 der Verfassung:
(1) Jeder, den mit dem türkischen Staat das Band der Staatsangehörigkeit verbindet, ist Türke.
(2) Das Kind des türkischen Vaters oder der türkischen Mutter ist Türke.
(3) Die Staatsangehörigkeit wird aufgrund der durch Gesetz bestimmten Voraussetzungen erworben und nur in den im Gesetz aufgeführten Fällen verloren.
(4) Keinem Türken, welcher nicht in einer mit der Bindung an das Vaterland unvereinbaren Weise tätig geworden ist, darf die Staatsangehörigkeit entzogen werden.
(5) Der Rechtsweg gegen Entscheidungen und Akte im Zusammenhang mit dem Entzug der Staatsangehörigkeit darf nicht verschlossen werden.
Vor der aktuellen Verfassung von 1982 wurde die Staatsangehörigkeit geregelt im (gleichlautenden) Art. 54 der Verfassung von 1961, davor in Art. 88 der Verfassung von 1924.
Die Legaldefinition in Art. 66 der Verfassung, nach der türkische Staatsbürger Türken sind, wird wegen der ethnischen Dimension des Begriffs Türke (Türk) in der Türkei diskutiert.
Ein Bericht der Arbeitsgruppe „Minderheiten- und kulturelle Rechte“ des von Ministerpräsident Erdoğan eingerichteten Beirats für Menschenrechtsfragen regte im Oktober 2004 die Verwendung der Begriffe Türkiyeli (aus der Türkei kommend, türkeistämmig) im Sinne der Staatsbürgerschaft und Türk (Türke) im Sinne der Volkszugehörigkeit an.
Während die DTP eine entsprechende Verfassungsänderung (Ersetzung von Türk durch Türkiyeli) vorschlug, wurde diese unter anderen von der CHP stark abgelehnt.
Nach offizieller Auslegung sind „alle türkischen Staatsbürger, unabhängig von ihrer ethnischen Abstammung, Türken“.
Die Gesetzesänderung 2009 behielt die Prinzipien bei, jedoch änderte sich durch die Neufassung die Nummerierung. Die Zuständigkeit liegt weiterhin beim Innenministerium. Einzelne Einbürgerungsanträge prüfen Kommissionen auf Provinzebene, wirksam werden sie durch Ministerratsbeschluss. Staatsangehörigkeitsfragen werden auch in der seit 2007 bestehenden standesamtlichen Zentraldatenbank MERNIS eingetragen.

### Erwerb
Die Geburt auf dem Staatsgebiet der Türkei verleiht die türkische Staatsangehörigkeit („ius soli“, Geburtsortsprinzip) nur, sofern das geborene Kind keine andere Staatsangehörigkeit durch Abstammung erwerben kann.
Für die Einbürgerung in die Türkei wird verlangt, dass die ausländische Person nach den eigenen nationalen Gesetzen volljährig ist, seit mindestens fünf Jahren ununterbrochen den rechtmäßigen Wohnsitz in der Türkei hat, sich nachweislich in der Türkei dauerhaft niederlassen will, sittlich einwandfrei lebt, keine ansteckenden Krankheiten hat, ausreichende türkische Sprachkenntnisse besitzt und der Lebensunterhalt gesichert ist. Dabei dürfen Antragsteller seit 2017 auch kein Risiko für die nationale Sicherheit mehr darstellen.
Der Erwerb ist erleichtert für Ehegatten von Türken (Wartezeit 3 Jahre), für staatenlose Adoptivkinder und für ehemalige türkische Staatsbürger und seit 2016 anerkannte Flüchtlinge. Außerdem kann jemand, der in der Türkei mindestens 400.000 US-Dollar investiert, die türkische Staatsangehörigkeit erwerben.
Das türkische Staatsbürgerschaftsrecht erlaubt prinzipiell, jedoch nicht vorbehaltlos, die doppelte Staatsbürgerschaft.
Angehörige der Türkischen Republik Nordzypern brauchen für die türkische Staatsbürgerschaft lediglich einen schriftlichen Antrag zu stellen.
Die Wiedereinbürgerung ist für ehemalige Türken und deren Kinder möglich; je nach Verlustgrund eventuell an Bedingungen (meist Wohnsitzerfordernis) oder Fristen gebunden.

### Verlust
Der Verlust der türkischen Staatsangehörigkeit kann durch Ausübung des Optionsrechts, Antrag auf Entlassung oder Aufhebung der Einbürgerung wegen falscher Angaben erfolgen. Entlassungsgenehmigungen erfordern, dass keine Staatenlosigkeit eintritt und der volljährige, mündige Antragsteller kein gesuchter Verbrecher oder Schuldner ist.
Die Staatsbürgerschaft kann auch aberkannt oder entzogen werden. Dies ist vor allem der Fall wenn ein Türke in einer Armee dient, die gegen die Türkei im Krieg ist oder er sonst trotz gegenteiliger Aufforderung im fremden Staatsdienst oder Heer verbleibt. Neu hinzugekommen ist 2017 eine Liste von mutmaßlich begangenen schweren politischen Verbrechen, wenn sich der Angeschuldigte außerhalb der Reichweite türkischer Staatssicherheitsorgane befindet und sich nicht innerhalb von drei Monaten nach Aufforderung stellt. Eine Ausbürgerung wird durch Veröffentlichung im Amtsblatt wirksam und erstreckt sich nicht auf Ehepartner oder Kinder.
Eine Besonderheit des türkischen Staatsangehörigkeitsrechts ist, dass mit Genehmigung ausgebürgerte ehemalige türkische Staatsbürger und deren Nachfahren bis in die 3. Generation eine „blaue Karte“ (mavi kart, früher „rosa Karte“ / pembe kart aufgrund von Art. 28 türk. StAG seit dem Gesetz Nr. 4112 von 1995) beantragen können, wodurch ihnen wesentliche Staatsbürgerrechte erhalten bleiben (beispielsweise Erbrecht, Aufenthaltsrecht, Arbeitserlaubnis, Grundbesitz, nicht jedoch: Wahlrecht oder Anstellung im Staatsdienst).

### Staatsbürgerschaftskauf
Durch Gesetz Nr. 5901, vom 18. Sept. 2018 kann ein Investor einen Einbürgerungsantrag stellen, wenn er entweder fünfzig Arbeitsplätze in der Türkei geschaffen hat, oder Grundbesitz für mindestens 250.000 US-Dollar gekauft oder unter bestimmten Bedingungen mindestens 500.000 Dollar so anlegt, dass sie drei Jahre nicht abgezogen werden können. Die Mindestsumme für Grundbesitz wurde 2023 auf US$ 400.000 angehoben.